# Jesper Falkheimer
Jesper Daniel Falkheimer, född 1970 i Helsingborg, är en svensk kommunikationsvetare och professor i strategisk kommunikation vid Lunds universitet. Han är chefredaktör för den internationella vetenskapliga tidskriften Journal of Communication Management sedan 2016. Mellan 2011 och 2016 var han rektor för Campus Helsingborg, Lunds universitet. 2009-2011 var han prefekt för K3, institutionen för konst, kultur och kommunikation, Malmö högskola. 2017-2020 var han chef för sektionen forskning, samverkan och innovation (FSI) vid Lunds universitet.  
Jesper Falkheimer disputerade 2004 i medie- och kommunikationsvetenskap vid Lunds universitet med avhandlingen "Att gestalta en region: Källornas strategier och mediernas föreställningar om Öresund" (Makadam förlag).  År 2006 var han gästforskare vid University of Stirling, Skottland. Han utnämndes till docent vid Samhällsvetenskapliga fakulteten, Lunds universitet, 2008 och blev Sveriges första professor i strategisk kommunikation 2012. Han är också hedersprofessor vid Hong Kong Polytechnic University och gästprofessor vid Kristiana University College, Oslo.  
Falkheimer har varit verksam som frilansskribent i dagspress och som kommunikationsrådgivare. Han är och har varit ledamot i flera styrelser inom offentlig, privat och ideell sektor. 

## Utmärkelser, ledamotskap och priser
- Ledamot av Vetenskapssocieteten i Lund (LVSL, 2012)[1]
- Ordförande för Pufendorf Institute for Advanced Studies, Lunds universitet (2023)